# 沅州
沅州，中国武周时设置的州。
天授二年（691年）改巫州置，治所在龙标县（今湖南省怀化市东南洪江市原黔阳县）。下辖龙标县、夜郎县（今湖南省新晃县）、朗溪县（今湖南省洪江市托口镇）、渭溪县（今湖南省玉屏县新店镇）。长安三年（703年），割夜郎、渭溪二县置舞州。先天二年（713年），又置潭阳县（今湖南省芷江侗族自治县新店坪镇里街村）。辖境相当今湖南省怀化、洪江、芷江、会同、靖州、通道、新晃及贵州省天柱等市县地。长安三年（703年）分西部置舞州（后改鶴州、业州、奖州），略有缩小。唐朝开元十三年（725年）改为巫州，大曆五年（770年）改为叙州。北宋熙宁七年（1074年），改叙州为沅州，废奖州并入沅州，移治卢阳县（今湖南省芷江侗族自治县）。属荆湖北路。绍圣以后辖境相当今怀化、芷江、洪江、麻阳、新晃等市县地。
元朝至元十四年（1277年）升为沅州路。至正二十四年（1364年），朱元璋改为沅州府。明朝洪武九年（1376年）复降为沅州，以州治卢阳县省入，属长沙府。南明永曆八年（1654年）升为黔興府，下轄：興沅縣、黔陽縣、麻陽縣、通道縣、會同縣、綏寧縣、天柱縣、清浪縣、平溪縣、靖州。
清朝乾隆元年（1736年）升為沅州府，下轄：芷江縣、黔陽縣、麻陽縣。
唐朝沅州刺史
- 独孤思行（景龙年间）
- 郑愔（710年）